# Capacitación (citología)

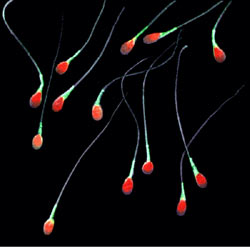
El proceso de capacitación se asocia con un movimiento vigoroso de gran desplazamiento lateral de la cabeza del espermatozoide y baja linealidad llamado "hiperactivación".

La capacitación es la fase final del desarrollo del espermatozoide mamífero, donde adquiere la habilidad de fecundar al ovocito.  
La capacitación natural ocurre in vivo, cuando los espermatozoides entran en contacto con los diferentes fluidos a lo largo del tracto genital femenino.

La capacitación es el requisito previo en el proceso de fertilización humana, para que se pueda fecundar un ovocito maduro.

## Historia
En 1951 los investigadores C.R. Austin y M.C. Chang, describieron de forma independiente los cambios necesarios para que los espermatozoides fertilicen los ovocitos in vivo, utilizando conejos como modelo.

En 1952 los cambios observados se agruparon con el nombre de capacitación.

En 1958 se especificó que los espermatozoides necesitan una residencia en el  tracto reproductivo femenino para adquirir esta capacidad.

En 1960 Charles Norman y colaboradores publicaron los primeros intentos de capacitar espermatozoides humanos in vitro.

## Capacitación natural
In vivo la capacitación ocurre tras la eyaculación, cuando los espermatozoides entran en contacto sucesivamente, con los diferentes fluidos del  tracto genital femenino.

Se produce como un proceso, durante horas, lo que aumenta la motilidad y desestabiliza la membrana, preparándolo para la reacción acrosómica, que asegura la penetración enzimática de la membrana del óvulo.

Tras la eyaculación, los espermatozoides no se capacitan todos a la vez, de modo que cuando encuentren al ovocito algunos ya habrán completado este proceso.
Durante la capacitación, el espermatozoide experimenta una serie de cambios:
- Adquiere la capacidad de unirse a la zona pelúcida del ovocito y de llevar a cabo la reacción acrosómica.
- El movimiento del espermatozoide deja de ser rectilíneo para desplazarse con un movimiento oscilante provocado por unos fuertes impulsos de la cabeza hacia derecha e izquierda.

La capacitación implica una serie de cambios bioquímicos y fisiológicos, mediante los cuales el espermatozoide termina su maduración.
La capacitación está asociada con: la eliminación de las proteínas plasmáticas seminales adherentes, la reorganización de los lípidos y las proteínas de su membrana plasmática.

### Selección
Los espermatozoides humanos son seleccionados primero en el cuello uterino, donde solamente los que son morfológicamente normales o levemente anormales pueden migrar a través de este canal.

La segunda selección se produce en la unión  útero-tubárica (UTJ en inglés).
 
El epitelio del oviducto y su medio interior secretado, parecen actuar como una forma de reservorio, que funciona para regular la unión y la liberación de los espermatozoides.

El papel del útero y de la trompa y sus secreciones en el proceso de capacitación humana, en parte se desconoce debido a limitaciones prácticas y a las limitaciones de la ética médica. Los experimentos in vitro son limitados y no pueden caracterizar completamente este proceso tan complejo, que implica necesariamente un componente dentro del cuerpo de la mujer.

### Cuello del útero
El mucus del cuello uterino durante la fase  peri-ovulatoria ha sido preparado  por las hormonas femeninas y contribuye a iniciar la capacitación. 

#### Moco cervical
El  moco cervical cambia la composición de la población de espermatozoides y también cambia la composición bioquímica de su membrana plasmática. La entrada en el útero será solamente para los espermatozoides que presenten: una motilidad de progresión que sea vigorosa, una morfológía normal, y una membrana plasmática que sea funcional en respuesta a las condiciones del medio que lo rodea. Entrarán al útero 90 000-100 000 espermatozoides.

### Cuerpo del útero
El cuerpo del útero promueve la continuación del proceso de filtrado. 

#### Miometrio
Existe un transporte facilitador de espermatozoides, mediante contracciones peristálticas que se propagan desde la región cervical hasta la región del fondo uterino. 
Esta motilidad del miometrio no resulta efectiva para algunos espermatozoides que entonces quedan rezagados.

#### Endometrio
Un gran número de diversas moléculas, modifican la función de los espermatozoides. 
El moco fue preparado por las hormonas femeninas para el tránsito, con un pH ácido (pH aproximado de 7), que los selecciona y los reduce en número.

Algunos gametos masculinos sufren una reacción acrosómica que resulta precoz y que tiene efectos degenerativos que los convierte en inviables.

Los efectos de las moléculas de oxígeno reactivas, producidas por los leucocitos que se infiltran a través el Endometrio, tienen acción pro-capacitadora en los espermatozoides que funcionan normalmente y una influencia perjudicial en los  disfuncionales. 
Entrarán en el oviducto 900-1000 espermatozoides.

## Capacitación artificial
En la técnica de la inseminación artificial se selecciona los espermatozoides y uno de estos fecunda por sí mismo al ovocito en el aparato reproductor femenino. El investigador  coloca el espermatozoide casi al final del proceso de la capacitación, por tanto se saltan los procesos fisiológicos que ocurren de forma natural in vivo.

Para que esto no sea un problema, la capacitación se recrea en el laboratorio para, así, seleccionar los mejores espermatozoides (funcionalidad, morfología, normalidad cromosómica, etc.)
In vitro, la capacitación ocurre tras el lavado y purificación de los espermatozoides. A pesar de que se desconoce la naturaleza exacta de la capacitación (se asocia al movimiento hiperactiva de los espermatozoides) se la considera etapa necesaria para que el espermatozoide pueda fecundar al ovocito.
Cuando la capacitación se realiza in vitro se define como «un proceso fisiológico, realizado en un laboratorio», con la finalidad de activar y seleccionar los mejores espermatozoides. Así se eliminan los espermatozoides y otros productos no deseados que se encuentran en el semen. Gracias a este proceso, los espermatozoides adquieren la capacidad de fecundar a un ovocito. Se realiza tras el lavado y purificación de los espermatozoides. 
Existen 4 técnicas principales que son el lavado simple, la migración (Swim-up), los gradientes de densidad, la filtración o MACS.
El término REM hace referencia a la recuperación de los espermamtozoides que son móviles tras este proceso de capacitación. Junto con el seminograma sirve para decidir el tratamiento de reproducción asistida más adecuado a emplear. El parámetro que se considera adecuado es: más de un 25% de REMn se considera óptimo; entre un 10 y un 15% se considera suficiente; y por debajo de 5% se considera subóptimo. La capacitación "in vitro" se realizará en el caso de que sea necesario un tratamiento de FIV o de ICSI, y el método empleado para la capacitación dependerá del resultado del seminograma. Así, si la muestra de semen tiene una cantidad de espermatozoides alta y con una movilidad aceptable, se realizará la capacitación mediante Swin-up, mientras que si la concentración es baja y hay poca viabilidad o movilidad, se realizará la capacitación mediante gradientes.
El objetivo de estas técnicas de capacitación es el enriquecimiento de la muestra de la mayor cantidad posible de espermatozoides móviles y funcionales sin que se dañe su fisiología.Se considera un buen capacitado (ya sea para inseminación artificial o FIV) aquel que contenga más del 85% de formas A+B, y en total un número mayor de 1x10^6 de espermatozoides A+B (concentración final de 20x10^6 espermatozoides/ml en 50 microlitros). En el proceso de capacitado,además, se eliminarán espermatozoides inmóviles y plasma seminal, que tiene sustancias tóxicas o bioactivas que dañan a los espermatozoides, principalmente por estrés oxidativo. También se eliminan prostaglandinas que se encuentran en pequeñas concentraciones en el semen, y que podrían causar dolor uterino en la mujer.
También es interesante para el laboratorio el que sean técnicas que permitan procesar grandes volúmenes de eyaculados para poder así acelerar el proceso para los diversos pacientes.

#### Lavado simple
Consiste en la centrifugación de la muestra seminal a 400 g, desechando el sobrenadante, para eliminar el plasma seminal de la misma y concentrar los espermatozoides en un pequeño volumen. Con este método lo único que se consigue es concentrar los espermatozoides, pero no supone ningún método de selección.
Es el paso previo a los demás tipos de capacitación; sin embargo, normalmente no se realiza este tipo de capacitación por sí sola, sólo en casos de oligozoospermias graves, criptozoospermias o en muestras de biopsias testiculares, donde la concentración de espermatozoides es muy pobre. Esto se debe a que la muestra no está enriquecida, como en los otros métodos de capacitación, en espermatozoides móviles (A+B), a que se concentran los espermatozoides junto con muchos radicales libres que pueden disminuir su calidad y a que no son válidos para inseminación artificial ni inseminación in Vitro estándar.
Como ventajas de este método, es sencillo y barato, puede realizarse con cualquier muestra y la pérdida de espermatozoides es mínima.

#### Swim-up
Tras una centrifugación a 400 g durante 10 minutos de la muestra de semen (lavado) se elimina el plasma seminal y se añade de 0.5 a 1 ml de medio de cultivo. Esto se mantiene durante 45 minutos en un incubador a 37 °C con un 5% de CO2. Los espermatozoides con mejor movilidad ascenderán desde la pella hacia la superficie del medio en este tiempo. Al retirar la superficie del sobrenadante a los 45 minutos se tendrá un medio rico en espermatozoides de gran movilidad. Sin embargo, se pierden gran parte de los espermatozoides de alta movilidad ya que se encuentran en zonas más profundas de la pella y no pueden ascender.
Esta técnica aún se usa mucho en los laboratorios de fecundación in Vitro, especialmente en casos de normozoospermia ya que se consiguen concentraciones superiores al 90% de A+B y es un método muy barato y fácil de realizar.
Como inconvenientes además de la gran pérdida de espermatozoides A+B, al igual que en el lavado se mantiene a los espermatozoides en un medio rico en radicales libres, además de que sólo puede realizarse con muestras de elevada concentración y movilidad.

#### Gradiente de densidad
Este método consiste en centrifugar la muestra de esperma para hacerla pasar a través de un coloide en forma de gradiente continuo o discontinuo. En el pasado se empleó Percoll para su realización, que consiste en partículas de sílice rodeadas de polivinilpirrolidona, abreviado como povidona o PVP, y que permite realizar separaciones mediante centrifugación por gradiente de densidad. Sin embargo, en la actualidad, otros coloides como PureSperm o SpermGrad han desplazado al Percoll en este tipo de técnicas debido a la presencia de algunas endotoxinas.
Una vez establecido el gradiente, la muestra de esperma se deposita en la zona superior y se somete a centrifugación. Todas las células descienden debido a dicha centrifugación, atravesando dos (45%, 90%) o tres (45%, 60%, 90%) capas de distinta densidad, pero los espermatozoides con mayor movilidad (A+B) serán capaces de llegar al fondo más rápidamente, mientras que los de tipo C o D, con menor grado de libertad o inmóviles, quedarán retenidos. Es importante destacar que en esta técnica la fracción de interés es la que queda en el fondo del tubo, la de mayor densidad, ya que es en ella donde se encuentran los espermatozoides con mejor movilidad.
La capacitación espermática se usa principalmente en casos de oligozoospermia, astenozoospermia y muestras con abundantes células y detritos. Ofrece múltiples ventajas, ya que se recuperan gran cantidad de espermatozoides y con muy buena movilidad, pudiendo emplearse en muestras patológicas y dejando la muestra limpia de células inmóviles, debris y tóxicos. Sin embargo, es una técnica cara y relativamente difícil de realizar, ya que la preparación de los gradientes debe realizarse con cuidado y de forma precisa, sin que se mezclen las distintas fases. Además, existe el riesgo de la presencia de endotoxinas en las muestras capacitadas.

#### Filtración
Es un método que ya está quedando obsoleto y que incluye la filtración de las muestras mediante fibra o perlas de vidrio, columnas de sephadex o migración transmembrana (Nucleopore). En este caso, solo los espermatozoides más móviles serán capaces de nadar y atravesar el sistema de filtración.

#### MACS (Magnetic Activated Cell Sorting)
La clasificación celular activada magnéticamente o MACS, es una técnica que permite diferenciar a los espermatozoides sanos de los dañados. Este procedimiento permite descartar a los espermatozoides que van a iniciar la apoptosis, es decir, que no van a ser capaces de fecundar, por lo que aumenta la probabilidad de embarazo.
El fundamento reside en la aplicación de campos magnéticos pequeños y el uso de anexina V. La anexina V es una proteína que interacciona con alta afinidad con la fosfatidilserina que se encuentra en el exterior de las membranas de los espermatozoides apoptóticos, por lo que nos permite reconocerlos. Es posible unir la anexina V a microesferas magnéticas y depositar este complejo en la muestra, la cual pasa por una columna que tienen aplicado un campo magnético. Aquellos espermatozoides reconocidos por la anexina V podrán ser retenidos en una columna gracias al campo magnético, de forma que se secuestra a los apoptóticos, pero por gravedad caen los no apoptóticos, obteniendo así una muestra libre  de espermatozoides apoptóticos.
Se suele recomendar  principalmente a pacientes que recurren a inseminación artificial, pacientes con una elevada fragmentación de ADN en los espermatozoides, pacientes con mala calidad embrionaria o pacientes con abortos repetidos sin ninguna otra causa aparente.

#### Capacitado
Una buena muestra de capacitado podrá ser utilizada para la inseminación artificial como para realizar ciclos de FIV.
Las características que ha de presentar un capacitado para ser considerado de buena calidad son las siguientes:
- Más del 85 % de los espermatozoides con una calidad A (muy buena) + B (buena)
- Más de 10 000 000 de espermatozoides en el total de la muestra capacitada. Lo que equivale a:
- Concentración final de 20 000 000 de espermatozoides por mililitro en un total de 50 microlitros.
- 40 000 000 espermatozoides en el eyaculado >> recuperación del 5 %
- Recuperación 20 % >> 5000 000 espermatozoides por mililitro.

#### REM + Seminograma
La recuperación de espermatozoides móviles (REM) es un concepto sinónimo a la capacitación. En base al porcentaje de motilidad progresiva obtenido en el capacitado, podemos clasificar la muestra en: 
- Óptima. Cuando es superior al 25 %.
- Suficiente. Cuando se encuentra entre 10-15 %.
- Sub-óptima. Cuando es inferior al 5 %.

La REM junto al seminograma nos proporciona la información necesaria para decidir el tipo de tratamiento que será necesario realizar a la pareja para que quede embarazada: coitos programados, inseminación artificial, FIV estándar, ICSI o si será necesario recurrir a un banco de semen.
- Conteo simple: cencentración y movilidad.
- Seminograma: concentración, movilidad y morfología.
- Seminograma + REM: seminograma + capacitación.

Según los parámetros obtenidos por el seminograma + REM tomaremos las siguientes decisiones:
- > 1000 000 de espermatozoiedes A + B: se pueden realizar tanto coitos programados, como inseminación artificial o FIV estándar. La elección del método´exacto dependerá de las características de la pareja en concreto.
- < 1000 000 de espermatozoiedes A + B: la pareja será sometida a ICSI.
- Azoospermia o ausencia de espermatozoides móviles: en este caso es necesario realizar una biopsia diagnóstica de los testículos. Si se encuentran espermatozoides se realizará ICSI, pero en caso contrario será necesario recurrir a un banco de semen.